# 信州 (河南省)
信州，中国南北朝时设置的州。
北齐天保二年（551年）改北扬州置信州，治项县（今河南沈丘县）。以百姓守信，不附侯景，故名信州。辖境约当今河南省周口市、沈丘县、淮阳县、西华县、商水县、项城市及安徽省界首市、太和县等地。下辖陈郡、汝阴郡、丹杨郡、淮阳郡。陈郡下辖项县、长平县，汝阴郡下辖汝阴县、宋县，丹杨郡下辖秣陵县、和城县，淮阳郡下辖阳夏县。北周周武帝时改信州为陈州。